# Angelo Carrara (sciatore)
Angelo Carrara (Serina, 13 dicembre 1954) è un ex biatleta italiano.

## Biografia
Nato nel 1954 a Serina, in provincia di Bergamo, a 25 anni ha partecipato ai Giochi olimpici di Lake Placid 1980, nell'individuale, chiudendo 21º con il tempo di 1h15'31"89.
L'anno successivo ha preso parte ai Mondiali di Lahti 1981, terminando 57º nell'individuale.
Ai campionati italiani ha vinto 2 bronzi e un argento nell'individuale nel 1979, 1984 e 1985 e 2 bronzi nello sprint nel 1979 e 1985.
Dopo il ritiro è stato allenatore.